# 952년

## 연호
- 고려(高麗) 광덕(光德) 4년
- 후주(後周) 광순(廣順) 2년
- 요(遼) 응력(應曆) 2년
- 일본(日本) 덴랴쿠(天暦) 6년
- 남한(南漢) 건화(乾和) 10년
- 후촉(後蜀) 광정(廣政) 15년
- 남당(南唐) 보대(保大) 10년
- 북한(北漢) 건우(乾祐) 5년

## 기년
- 후주(後周) 태조(太祖) 2년
- 요(遼) 목종(穆宗) 2년
- 고려(高麗) 광종(光宗) 3년